# Dane Jackson
Dane Jackson (29 novembre 1996) è un giocatore di football americano statunitense che milita nel ruolo di cornerback per i Carolina Panthers della National Football League (NFL).

## Carriera

### Buffalo Bills
Jackson al college giocò a football con i Pittsburgh Panthers dal 2016 al 2019. Fu scelto dai Buffalo Bills nel corso del settimo giro (239º assoluto) del Draft NFL 2020. Debuttò come professionista nella gara della settimana 7 contro i New York Jets mettendo a segno 3 tackle, un intercetto e 2 passaggi deviati. La sua stagione da rookie si chiuse con 12 tackle, un intercetto e 3 passaggi deviati in 4 presenze.

### Carolina Panthers
Il 13 marzo 2024 Jackson firmò con i Carolina Panthers.